# Lathrop (Californie)
Pour les articles homonymes, voir Lathrop.
La ville de Lathrop est située dans le comté de San Joaquin, dans l’État de Californie, aux États-Unis. Sa population s’élevait à 18 023 habitants lors du recensement de 2010, estimée à 22 073 habitants en 2016.

## Démographie
| 1960  | 1970  | 1980  | 1990  | 2000   | 2010   |
| ----- | ----- | ----- | ----- | ------ | ------ |
| 1 123 | 2 137 | 3 717 | 6 841 | 11 042 | 18 023 |